# Яворів (Самбірський район)
Я́ворів —  село в Україні, в Самбірському районі Львівської області. Населення становить 919 осіб. Орган місцевого самоврядування — Боринська селищна рада.

## Населення

### Мова
Розподіл населення за рідною мовою за даними перепису 2001 року:
| Мова       | Кількість | Відсоток |
| ---------- | --------- | -------- |
| українська | 918       | 99.89%   |
| російська  | 1         | 0.11%    |
| Усього     | 919       | 100%     |

## Церква
Церква св. архистратига Михаїла збудована 1912 року за типовим проєктом. Складається з квадратної нави, до якої прилягають укорочені прямокутні бічні рамена, з півночі — гранчастий вівтар, а з півдня – прямокутний бабинець. При вівтарі по обидва боки розташовані прямокутні захристя. Вінчають наву, вівтар і бабинець високі світлові восьмерики, вкриті наметовими банями, завершеними сліпими ліхтарями з маківками і хрестами. Ще дві маківки встановлені на дахах бічних рамен. Піддашшя сперте на виступи зрубів. Стіни вкриті пластиковою вагонкою.